# 三次農業協同組合
三次農業協同組合（みよしのうぎょうきょうどうくみあい）は、広島県三次市に本店を置いていた農業協同組合。
ATMでは、JAバンクのカードは稼働時間内の終日において、また三菱UFJ銀行とひろしまネットサービス加盟6行庫（参加行庫については当該項を参照）のカードは平日のみにおいて、それぞれ自行扱いとなる。

## 概要
- 代表理事組合長:村上光雄
- 本店所在地:広島県三次市十日市東三丁目1-1
- 組合員数:17,884人（平成17年3月末現在）
- 店舗数:15店舗

## 事業区域
- 広島県三次市（甲奴町を除く）

## 沿革
- 1991年4月1日　三次市と双三郡内（当時）の7JAが合併し発足。
- 2023年4月1日 合併してJAひろしまを発足させ、廃止。